# オスカー・リープライヒ

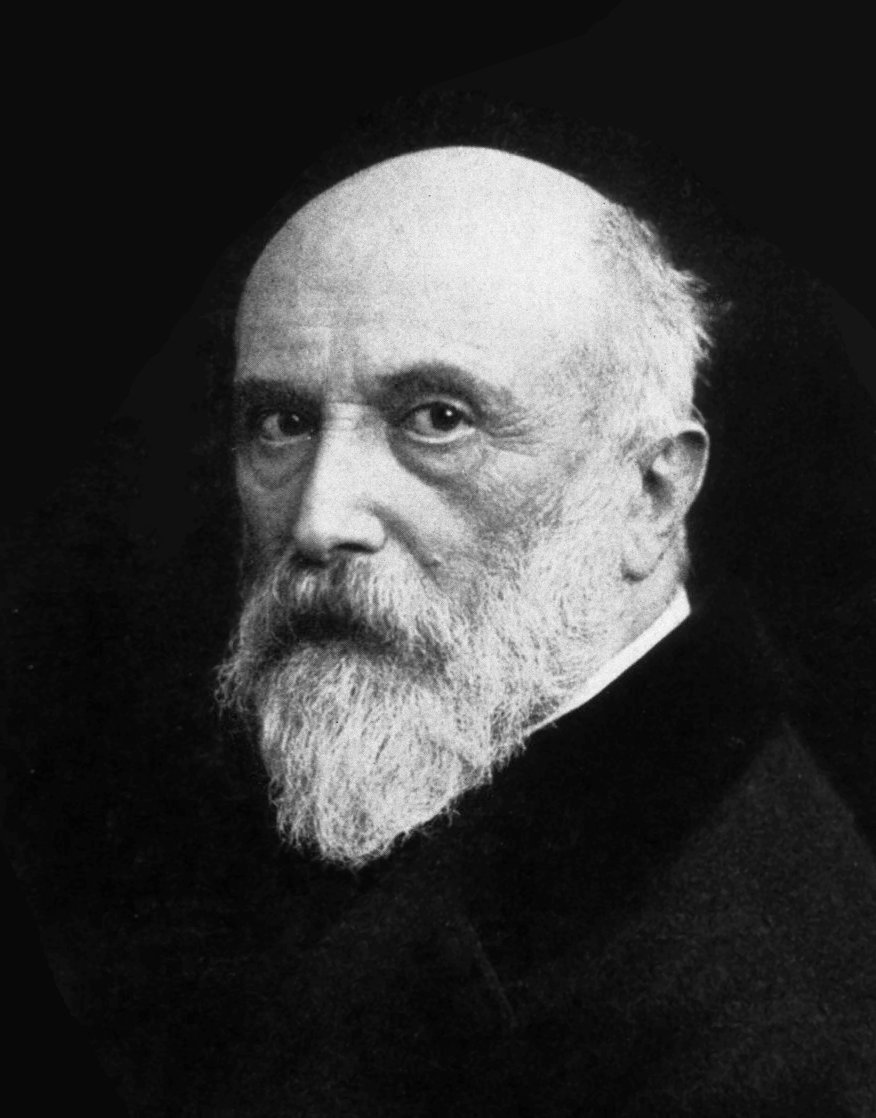
オスカー・リープライヒ

オスカー・リープライヒ（Oscar Liebreich、1839年2月14日 – 1908年7月2日）は、ドイツの薬理学者。第二次世界大戦期まで睡眠薬として広く使用された抱水クロラールの睡眠導入効果を発見したことで知られる。

## 経歴
ヴィルヘルム・アドルフ・リープライヒ（Wilhelm Adolf Liebreich、1853年没）と妻ベルタ・ジーモン（Peter Simon）の息子として、1839年2月14日に東プロイセンのケーニヒスベルクで生まれた。父はケーニヒスベルクの歯医者で、兄リヒャルト（Richard、1830年 – 1917年）はパリとロンドンで眼科医になった人物である。姉妹フランツィスカ・ベルタ（Franziska Bertha）は画家グスタフ・グラーフと結婚した。
最初はヴィースバーデンでカール・レミギウス・フレゼニウスから化学を教わったが、1859年より医学に転じ、ケーニヒスベルク大学、テュービンゲン大学、ベルリン大学で医学を学んで、1865年にベルリン大学で博士学位を修得した。1867年よりベルリン大学病理学研究所の化学部門で助手を務め、1868年に薬理学の大学教授資格を修得し、1871年に准教授に任命された。1871年に病理学研究所の所長カール・グスタフ・ミッチェルリヒが死去すると、1872年にその後任として所長に就任した。同年、ヴュルテンベルク王国よりオルガ勲章を授与された。薬理学を専門とする研究所の設立を推進し、1883年には薬理学研究所の建物が建設された。教え子に薬学者アレクサンダー・ランガルトがおり、ランガルトは帰国後リープライヒと共同で薬理研究所教授を務めた。
温泉療法学会（Balneologischen Gesellschaft）を設立して会長を務めたほか、フーフェラント協会（Hufelandischen Gesellschaft）会長、ベルリン・ブランデンブルク医師会理事を歴任した。
1907年に引退し、1908年7月2日にベルリンで死去した。

## 研究
紅斑性狼瘡の研究に取り組んだほか、ブチル抱水クロラールとクロロエチレンの麻酔薬としての効果を発見した。またストリキニーネとメチルバイオレットのクロロホルム解毒剤としての効果を研究した。ウールからラノリンを分離することに成功した。
病理学ではルドルフ・ルートヴィヒ・カール・フィルヒョウの学説を生涯にわたって支持し、細菌学、血清学を拒絶したため、自身の学説に基づき結核の治療にカンタリジンを用いようとした。
1869年に抱水クロラールの睡眠導入効果を発見し、以降ブチルクロラールとクロロエタンの睡眠導入剤、睡眠薬としての効果を研究した。抱水クロラールは悪臭を発し、味も悪かったが、構造が簡単で安価だったため、第二次世界大戦期まで睡眠薬として広く使用された。抱水クロラール以降はクロラロース、クロロブタノールなど似たような構造の睡眠薬が発売されていった。

## 著作
- Therapeutische Monatshefte（1887年）
- Encyklopädie der Therapie（1895年）
- Compendium der Arzneiverordnung（1891年第3版、1896年第4版、1902年第5版）

## 家族
化学者ハンス・ハインリヒ・ランドルトの娘マリアと結婚して、息子エリク（Erik）などをもうけた。